# Myrmekofiler
Myrmekofiler, eller myrgäster, är benämningen på insekter, gråsuggor, kvalster, tusenfotingar och andra djur som lever hos samhällsbildande myror.

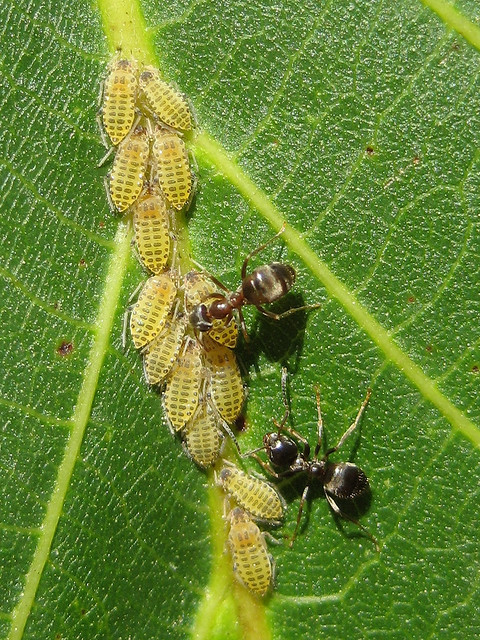
Myrmekofila bladlöss som omskötta av myror.

## Myrmekofil fauna
Bland insekterna är det framför allt skalbaggar av familjen kortvingar som påträffas i myrbon. Vissa är mera tillfälliga gäster, som angriper myrorna och av dessa betraktas som fiender. Andra tjänstgör som renhållningshjon eller avsöndrar ett begärligt sekret, som myrorna slickar i sig. Hit hör bl. a. arter av släktena Lomechusa och Atemeles samt de 2 – 3 mm långa klubbhornsbaggarna av släktet Claviger, som är helt blinda, saknar vingar och matas av myrorna.
Hos stackmyror påträffar man ofta larven till guldbaggen Cetonia cuprea, vilken lever av stackmaterialet och tolereras av myrorna.
Bland andra myrgäster kan nämnas bladlusen Paracletus cimiciformis, som alltid påträffas hos den lilla myran Tetramorium caespitum, och den lilla vita gråsuggan Plathyarthrus hoffmannseggi, som lever hos en rad olika myror.

## Myrmekofil flora
Även växter kan vara myrmekofila, d. v. s. anpassade till ett samliv med myror. Frön eller frukter av bl. a. fryle, luktviol, nunneört och svalört har fettrika bihang, s. k. myrbröd, som tjänar som föda åt myror, vilka de därför släpar med sig och sprider fröna (myrmekofer spridning). Hos stipler på fläder och bladsaft på hägg finns nektarier med en söt vätska, som samlas upp av myror.
I tropikerna finns många växter, bl. a. akacior, som har ihåliga ansvällningar, där myror bor. Möjligen skyddar de växten mot larvangrepp och dylikt.

## Ekologisk betydelse av myrmekofili
Mutualism är geografiskt spridd, finns i alla organismers samhällen, och spelar en viktig roll i alla ekosystem. I kombination med det faktum att myror är en av de mest dominerande livsformerna på jorden, är det tydligt att myrmekofili spelar en viktig roll i utvecklingen och ekologin hos olika organismer, och i samhällsstrukturen hos många ekosystem på land.
Förutom att leda till samevolution, spelar mutualismer också en viktig roll i att strukturera samhällen. Ett av de mest uppenbara sätt på vilka myrmekofili påverkar samhällsstrukturer är genom att tillåta samexistens mellan arter som annars kan vara antagonister eller konkurrenter. För många myrmekofiler, är att engagera sig i förening med myror först och främst en metod för att undvika myran som sin predator.